# Maastrichtium
| ❮ | System      | Serie       | Stufe         | ≈ Alter (mya) |
| ❮ | später      | später      | später        | jünger        |
| - | ----------- | ----------- | ------------- | ------------- |
| ❮ | K r e i d e | Oberkreide  | Maastrichtium | 66 ⬍ 72       |
| ❮ | K r e i d e | Oberkreide  | Campanium     | 72 ⬍ 83,6     |
| ❮ | K r e i d e | Oberkreide  | Santonium     | 83,6 ⬍ 86,3   |
| ❮ | K r e i d e | Oberkreide  | Coniacium     | 86,3 ⬍ 89,7   |
| ❮ | K r e i d e | Oberkreide  | Turonium      | 89,7 ⬍ 93,9   |
| ❮ | K r e i d e | Oberkreide  | Cenomanium    | 93,9 ⬍ 100,5  |
| ❮ | K r e i d e | Unterkreide | Albium        | 100,5 ⬍ 112,9 |
| ❮ | K r e i d e | Unterkreide | Aptium        | 112,9 ⬍ 126,3 |
| ❮ | K r e i d e | Unterkreide | Barremium     | 126,3 ⬍ 130,7 |
| ❮ | K r e i d e | Unterkreide | Hauterivium   | 130,7 ⬍ 133,9 |
| ❮ | K r e i d e | Unterkreide | Valanginium   | 133,9 ⬍ 139,3 |
| ❮ | K r e i d e | Unterkreide | Berriasium    | 139,3 ⬍ 145   |
| ❮ | früher      | früher      | früher        | älter         |

Das Maastrichtium (im Deutschen häufig verkürzt zu Maastricht) ist in der Erdgeschichte die oberste und jüngste chronostratigraphische Stufe der Oberkreide. Die Stufe umfasst in absoluten Zahlen (geochronologisch) den Zeitraum von etwa 72 bis etwa 66 Millionen Jahren. Das Maastrichtium folgt dem Campanium, es wird abgelöst vom Danium (früher in die Kreide gestellt), der ältesten Stufe des Paläogens und damit des Känozoikums (Erdneuzeit).
Am Ende des Maastrichtiums liegt die Kreide-Paläogen-Grenze, die eines der größten weltweiten Massenaussterben der Erdgeschichte und einen damit verbundenen dramatischen Faunenschnitt dokumentiert.

## Namensgebung und Geschichte
Benannt ist die Stufe nach der niederländischen Stadt Maastricht. Stufe und Name wurden von André Hubert Dumont 1849 vorgeschlagen.

## Definition und GSSP
Die Basis wird mit dem Erstauftreten der Ammoniten-Art Pachydiscus neubergicus definiert, die obere Grenze wird durch eine Iridium-Anomalie markiert, die auch mit einem Massenaussterben verschiedener Tiergruppen korreliert ist (Foraminiferen, Kalkiges Nannoplankton, Dinosaurier, Ammoniten, Belemniten etc.). Der GSSP liegt im Grande Carrière, Tercis-les-Bains, Département Landes, Südwestfrankreich (Koordinate: 43° 40′ 46″ N, 1° 6′ 48″ W).

## Untergliederung
Für das Maastrichtium sind zwei Unterstufen vorgesehen: Unter- und Obermaastrichtium.
Im Tethysbereich wird das Maastrichtium in drei Ammoniten-Zonen unterteilt (von jung nach alt):
- Anapachydiscus terminus
- Anapachydiscus fresvillensis
- Pachydiscus neubergicus bis Pachydiscus epiplectus

## Faunen- und Florenentwicklung
Mit dem Maastrichtium endet die Kreidezeit und damit das Mesozoikum. Die folgende Periode ist das Paläogen, das bereits zum Känozoikum gerechnet wird. Die Wende von der Kreide zum Paläogen wird noch oft nach dem älteren Begriff „Tertiär“ für den Beginn des Känozoikums Kreide-Tertiär-Grenze genannt. Diese ist durch ein Massenaussterben gekennzeichnet, dem ein Großteil der damaligen Tier- und Pflanzenwelt zum Opfer fiel. Als Ursache wird der Einschlag (Impakt) eines großen Meteoriten oder extrem starker Vulkanismus vermutet. Die Kreide-Tertiär-Grenze fällt außerdem mit einem starken Meeresrückzug (marine Regression) zusammen. Dies hatte zur Folge, dass weite Schelfgebiete trocken fielen, die noch im Campanium und zu Beginn des Maastrichtiums von flachen Meeren bedeckt waren, und so der Lebensraum vieler Bewohner des Flachwassers verschwand.